# Gigny (Jura)
Gigny (auch: Gigny-sur-Suran) ist eine französische Gemeinde mit 267 Einwohnern (Stand: 1. Januar 2022) im Département Jura in der Region Bourgogne-Franche-Comté; sie gehört zum Arrondissement Lons-le-Saunier und zum Kanton Saint-Amour.

## Geographie
Gigny liegt im Revermont und am Suran und wird umgeben von den Nachbargemeinden Pimorin im Norden, Monnetay im Nordosten, Val Suran mit Louvenne im Osten, Andelot-Morval im Süden, Véria im Südwesten, Graye-et-Charnay im Westen und Loisia im Nordwesten.

## Geschichte
Im Ort befindet sich die hakenförmige „Grotte préhistorique de Gigny“. Der Ort entstand neben einer Filiale der Abtei Cluny. Urkunden über die Abtei sind spärlich: 890 klagt der Abt von Gigny vor Königin Irmingard, dass deren Vasall Bernard die widerrechtlich besetzte „Balmam cellam“ freigeben soll, was die Königin auch befiehlt (Regesta Imperii I., Nr. 2857). 927 schlichtet Papst Johannes X. persönlich einen Streit zwischen den Klöstern Gigny und Cluny (Regesta Imperii I., Nr. 2990).
Die ehemalige Abteikirche St-Taurin de Gigny wurde im 11. Jahrhundert im Stil der Romanik erbaut, während die erste Abteikirche zu Gigny bereits im späten 9. Jahrhundert entstand.

### Bevölkerungsentwicklung
| Jahr                       | 1962 | 1968 | 1975 | 1982 | 1990 | 1999 | 2006 | 2017 |
| Einwohner                  | 277  | 268  | 242  | 222  | 251  | 260  | 286  | 281  |
| Quellen: Cassini und INSEE |      |      |      |      |      |      |      |      |